# كارين ستيل
كارين ستيل (بالإنجليزية: Karen Steele)‏ هي عارضة وممثلة أمريكية، ولدت في 20 مارس 1931 بهونولولو في الولايات المتحدة، وتوفيت في 12 مارس 1988 بكينغمان في الولايات المتحدة بسبب سرطان.

## أعمال

### أفلام
- (1955) مارتي

## وصلات خارجية
- كارين ستيل على موقع IMDb (الإنجليزية)
- كارين ستيل على موقع ألو سيني (الفرنسية)
- كارين ستيل على موقع أول موفي (الإنجليزية)
- كارين ستيل على موقع قاعدة بيانات الأفلام السويدية (السويدية)
- كارين ستيل على موقع إن إن دي بي (الإنجليزية)
- كارين ستيل على موقع قاعدة بيانات الفيلم (الإنجليزية)
- كارين ستيل على موقع كينوبويسك (الروسية)